# Кувшин (остров, Кольский залив)
Кувшин-остров — маленький остров на севере Мурманской области.
Расположен в северной части Кольского залива, в 6,6 километрах к северо-востоку от города Гаджиево. В административном отношении остров расположен на территории ЗАТО Александровск.
Находится на расстоянии 200 метров от материка и 130 метров от более крупного острова Торос. В целом остров имеет овальную форму и вытянут с северо-востока на юг-запад. Длина острова составляет 880 метров, ширина до 390 метров.
На северо-западном берегу острова находятся несколько строений, относящихся к посёлку Кувшинская Салма.
Ранее на острове располагался населённые пункт с таким же названием — Кувшин-остров. Он прекратил своё существование в 1938 году.